# Johan Arvidsson
Johan Arvidsson, född 27 juli 1956, är en svensk bibellärare, universitetsadjunkt och författare.
Han växte upp i en missionärsfamilj och har arbetat som lärare på Mariannelunds folkhögskola innan han knöts till Linköpings universitet där han är universitetsadjunkt vid avdelningen för Pedagogik och vuxnas lärande på Institutionen för beteendevetenskap och lärande – IBL. Inom sin firma Peda Pro säljer han produkter för pedagogisk undervisning. 
Johan Arvidsson är även predikant och har arbetat med utveckling av församlingslivet inom olika frikyrkor samt ingått i den grupp som arbetade med att bygga upp ett samfund inom Pingströrelsen.
Han är nationell samordnare och verksamhetsledare inom Origo Resurs som bedriver arbetslivsinriktad rehabilitering av långtidssjukskrivna.